# Civilization IV: Beyond the Sword
Sid Meier's Civilization IV: Beyond the Sword (abreviado Civilization IV: Beyond the Sword, Civ4: BtS o BtS) es la segunda expansión oficial para el aclamado videojuego de estrategia por turnos Civilization IV, como parte de la serie Civilization, desarrollada por Firaxis Games y distribuida por 2K Games para Microsoft Windows. Fue lanzada en julio de 2007 en varios territorios, concretamente el 20 de julio en Europa. Es una expansión más amplia que su predecesora, Civilization IV: Warlords, y no necesita de esta última para su instalación.

## Cambios
Civilization IV: Beyond the Sword se centra en el período posterior a la invención de la pólvora. La expansión añade numerosas novedades al juego original, entre ellas algunos conceptos nuevos para el conjunto de Civilization IV, muchos de ellos ya existentes en entregas precedentes, como el espionaje, la aparición de las corporaciones a partir de la Revolución Industrial, sucesos aleatorios en los que el jugador debe tomar una decisión al momento de producirse, junto con la ampliación de mecánicas ya presentes en el juego original.
En cuanto a contenido nuevo, en Beyond the Sword se agregan diez nuevas civilizaciones, con sus respectivos líderes, edificios y unidades únicas; otros seis líderes para civilizaciones ya existentes; 16 nuevas unidades, casi todas ambientadas en la Edad Moderna; seis nuevos edificios, muchos de ellos relacionados con el espionaje; seis nuevas Maravillas del mundo y dos nuevas Maravillas nacionales; y seis nuevas tecnologías, también disponibles a partir de la Edad Moderna, como la invención de los semiconductores. También se han incluido 12 modificaciones realizadas por los usuarios mediante las herramientas que Firaxis puso a disposición de los aficionados anteriormente.

### Corporaciones
Las corporaciones estarán disponibles con el descubrimiento de la tecnología de la Persona jurídica. Cada una de las siete corporaciones disponibles requiere un tipo particular de Gran personaje, una tecnología adicional a investigar, y tener acceso a los recursos necesarios para construir la sede de esa corporación; son únicas, se pueden fundar solamente una vez en toda la partida. Cada corporación consume unos recursos específicos, y provee de recursos o producción a cambio. Cuantos más recursos consuman, más alimento, producción o comercio suministrarán. Las corporaciones se pueden expandir como si fueran religiones (usando un Ejecutivo de la corporación) a otras ciudades, incluso ciudades extranjeras. Cualquier ciudad por la que se expanda la corporación debe abonar un coste de mantenimiento extra a cambio de sus servicios, pero la ciudad donde se encuentre la sede corporativa recibe una bonificación de oro en cada turno por cada ciudad en la que esté presente.
Los jugadores pueden bloquear las actividades de las corporaciones extranjeras en sus ciudades adoptando el principio del mercantilismo, y pueden bloquear a todas las corporaciones, incluso las suyas propias, adoptando el principio de propiedad estatal. Al contrario que las religiones, las corporaciones no se basan directamente en empresas presentes en la realidad, pero algunas de ellas son claras referencias a grandes empresas tales como General Mills o Standard Oil. Las corporaciones que aparecen en el juego son las siguientes: 
- Standard Ethanol ofrece al jugador, después de usar un Gran científico para construir su sede, la posibilidad de proporcionarle petróleo y fondos para investigación a cambio de maíz, azúcar o arroz.
- Cereal Mills proporciona alimentos adicionales a una ciudad en forma de cereales, a cambio de maíz, arroz y/o trigo. El jugador puede construir su sede con un Gran mercader.
- Creative Constructions proporciona algo de producción y cultura adicionales a cambio de recursos estratégicos como hierro, cobre, piedra o mármol. Un Gran ingeniero puede crear la sede de Creative Constructions.
- Aluminum Co. proporciona aluminio y algo de investigación a cambio de carbón. Su sede la puede construir un Gran científico.
- Civilized Jewelers requiere la tecnología de los Medios de comunicación y necesita a un Gran artista para crear su sede. La corporación consume oro, plata o gemas para generar tesoro y cultura.
- La sede de Mining Inc. la puede construir un Gran ingeniero. Consume carbón, hierro, cobre, oro y/o plata y aumenta bastante la producción de la ciudad.
- Sid's Sushi requiere el descubrimiento de la medicina y el uso de un Gran mercader para construir su sede. Esta corporación utiliza pescado, cangrejos, almejas o arroz para proporcionar alimentos y cultura adicionales a las ciudades. Esta corporación se nombró así en honor de Sid Meier, creador de la serie Civilization.

### Espionaje
La importancia del espionaje en Civilization IV ha aumentado con esta expansión hasta compararse con la de la investigación científica, de la cultura y del tesoro, al haberse implementado como un nuevo tipo de transformación del comercio bruto. El nuevo control de espionaje permite que el jugador invierta parte de su renta total en puntos de espionaje contra otras civilizaciones. Una vez que el jugador ha alcanzado ciertos umbrales de puntos de espionaje, comienza automáticamente a obtener ventajas en el campo de inteligencia sobre las civilizaciones rivales.
El jugador también puede enviar espías a territorio extranjero para obtener puntos de espionaje adicionales y realizar varias misiones relacionadas con la destrucción y la propaganda utilizando los puntos acumulados. Su papel es algo diferente, porque ahora los espías son invisibles ante todo tipo de unidades, exceptuando otros espías. Se ha creado un nuevo tipo de Gran personaje relacionado, los Grandes espías, los cuales pueden nacer en las mismas condiciones que los demás tipos. Los Grandes espías pueden realizar funciones típicas como convertirse en Gran especialista, comenzar una Edad de Oro, o construir un edificio único, el Scotland Yard. Su función especial es que se pueden infiltrar en las ciudades enemigas, dando al jugador una cantidad significativa de puntos de espionaje hacia esa civilización. Al igual que otros Grandes personajes, tienen nombres únicos, y su aspecto cambia dependiendo de la edad en la que se esté, por ejemplo, un Gran espía de la Edad Antigua aparece como un ninja, al igual que un Gran espía de la Era Industrial aparece con un esmoquin al más puro estilo James Bond, completado con música de temática similar una vez que se termina una misión.

### Sucesos aleatorios
Beyond the Sword reintroduce, al estilo de juegos como Alpha Centauri o SimCity, el sistema de sucesos aleatorios del Civilization original, que pueden ser favorables para el jugador o pueden representar otro obstáculo que el jugador tendrá que superar. Existen más de cien sucesos diferentes, incluyendo desastres naturales, tales como terremotos o inundaciones que pueden destruir edificios y mejoras, o uniones entre gentes de distintos países que pueden convertir a dos naciones anteriormente rivales en aliadas. Estos nuevos acontecimientos dan a cada partida un sabor totalmente único. Además, en cada partida se ofrece a algunos jugadores la oportunidad de obtener recompensas especiales si se cumplen una serie de condiciones especiales bajo la forma de «misiones». Algunos ejemplos de sucesos aleatorios en el juego son: 
- Sucesos climatológicos, como tsunamis, inundaciones o huracanes, y tectónicos, como terremotos o volcanes.
- Descubrimiento de nuevos recursos en una mina o un bosque, lo cual puede dar una única bonificación en forma de dinero al jugador, o puede aumentar permanentemente la productividad de la casilla en la que el evento se produzca.
- Uniones diplomáticas, como un matrimonio de un noble de una nación con otra noble de otra nación distinta, que comparten la misma religión, o súplicas de otras civilizaciones para que el jugador les preste ayuda.
- Rebeliones inesperadas de los ciudadanos (agitación civil, posibles revueltas de esclavos si el jugador activa el principio de esclavitud, etc.).
- Misiones especiales (construir una cierta cantidad edificios de un tipo determinado antes de la llegada de tal edad, por ejemplo), las cuales pueden deparar ciertas recompensas para el jugador, como Edades de Oro.

### Victorias
Se han modificado las condiciones para obtener una victoria por carrera espacial. Ahora se requiere que la nave espacial del jugador llegue con éxito a Alfa Centauri, algo que se consigue lanzando la nave y esperando a que llegue con éxito a su destino. Solo es obligatorio construir una unidad de cada tipo de componente, por tanto es posible construir naves espaciales que vuelen más rápidamente que las de otras civilizaciones, construyendo varios motores y propulsores, de modo que ahora un jugador puede obtener la victoria por carrera espacial incluso si terminó su nave espacial después de que lo hiciera un competidor; o puede lanzar naves sin todos los componentes, lo que mermará las posibilidades de éxito de la misión espacial.
Para la expansión se han ampliado las posibilidades de los edificios de victoria diplomática. La nueva maravilla del Palacio Apostólico permite que el jugador pueda obtener una victoria diplomática en la Edad Media, muchos siglos antes de que aparezcan las Naciones Unidas. La maravilla es religiosa, y tendrá la religión oficial del jugador que la construyó. Según la influencia de la religión del Palacio en su civilización, los jugadores consiguen cierta cantidad de escaños para votar los posibles decretos, como por ejemplo guerras santas, embargos comerciales a civilizaciones sin la religión del Palacio, o la firma de tratados de paz. Más adelante queda obsoleto con el comunismo y es sustituido con la llegada de los medios de comunicación. En este punto, la Organización de las Naciones Unidas, más moderna, asume el control de sus funciones. Ésta, además, tiene nuevas resoluciones relacionadas con la firma de tratados de paz con naciones amenazadas, o la resolución de disputas sobre ciudades.

### Nuevas opciones
Beyond the Sword ofrece varios tipos nuevos de scripts de creación aleatoria del mapeado, y nuevas opciones de juego. El jugador tendrá la opción de jugar con cualquier combinación de líder-civilización, permitiendo por lo tanto muchas más posibilidades. Otra nueva característica consiste en la opción para poder negociar solamente con tecnologías que ambos jugadores hayan, al menos, comenzado a investigar. Finalmente los jugadores pueden elegir las religiones que fundarán las tecnologías descubiertas, de modo que las religiones no sean siempre fundadas en el mismo orden en todas las partidas.
La expansión introduce la opción de inicio avanzado: es un modo de inicio especial de una partida en el que los jugadores tienen a su disposición para comprar ciudades, población, mejoras, edificios, tecnologías, visibilidad y unidades en los primeros turnos. Sirve tanto para el modo en solitario como para partidas multijugador. El jugador decide qué compra y dónde lo coloca. Cuando los jugadores terminan de comprar, la partida comienza con los jugadores controlando imperios relativamente equilibrados, ya avanzados y con infraestructuras de trabajo. Este modo de inicio es ideal para los que quieran jugar en la Edad Moderna directamente con imperios ya creados para no tener que realizar toda la partida desde la Edad de Piedra.

### Civilizaciones
Esta expansión incluye diez nuevas civilizaciones, la mayoría de Europa y Asia. Aquí se detalla cada una:
| Civilización         | Líder               | Rasgos                      | Unidad única                   | Reemplaza a          | Edificio único   | Reemplaza a         | Capital        |
| Babilonia            | Hammurabi           | Agresivo, Organizado        | Saetero                        | Arquero              | Jardín           | Coliseo             | Babilonia      |
| Bizancio             | Justiniano I        | Espiritual, Imperialista    | Catafracta                     | Caballero            | Hipódromo        | Teatro              | Constantinopla |
| Etiopía              | Zara Yaqob          | Organizado, Creativo        | Guerrero oromo                 | Soldado con mosquete | Estela           | Monumento           | Aksum          |
| Jemer                | Suryavarman II      | Creativo, Expansionista     | Elefante ballista              | Elefante de guerra   | Baray            | Acueducto           | Yasodharapura  |
| Mayas                | Pacal II            | Expansionista, Financiero   | Holkan                         | Lancero              | Cancha de pelota | Coliseo             | Mutal          |
| Nativos americanos   | Toro Sentado        | Filósofo, Protector         | Soldado perro                  | Soldado con hacha    | Tótem            | Monumento           | Cahokia        |
| Países Bajos         | Guillermo de Orange | Creativo, Financiero        | Navío de las Indias Orientales | Galeón               | Pólder           | Dique               | Ámsterdam      |
| Portugal             | Juan II             | Imperialista, Expansionista | Carraca                        | Carabela             | Feitoria         | Casa de aduanas     | Lisboa         |
| Sacro Imperio Romano | Carlomagno          | Imperialista, Protector     | Lansquenete                    | Piquero              | Rathaus          | Palacio de justicia | Aquisgrán      |
| Sumeria              | Gilgamesh           | Creativo, Protector         | Soldado buitre                 | Soldado con hacha    | Zigurat          | Palacio de justicia | Uruk           |

También se han añadido seis nuevos líderes a las civilizaciones ya existentes. En la siguiente lista se muestran los líderes:
| Civilización              | Líder                | Rasgos                   |
| Celtas                    | Boudica              | Carismática, Agersiva    |
| Estados Unidos de América | Abraham Lincoln      | Carismático, Filósofo    |
| Francia                   | Charles de Gaulle    | Carismático, Industrioso |
| Grecia                    | Pericles             | Creativo, Filósofo       |
| Otomanos                  | Solimán el Magnífico | Imperialista, Filósofo   |
| Persia                    | Darío I              | Financiero, Organizado   |

## Modificación
En Beyond the Sword se incluyeron las modificaciones del juego más populares entre la comunidad de usuarios, además de algunos escenarios nuevos preparados por ciertos desarrolladores. Estos son:
- Afterworld
- Broken Star
- Charlemagne's Wars
- CIV Defense
- Crossroads of the World!
- Fall from Heaven: Age of Ice
- Final Frontier
- Gods of Old
- Next War
- Rhye's and Fall of Civilization
- World War II: Road to War

Uno de los más populares es World War II: Road to War. En él hay tres escenarios distintos, el primero de ellos nos sitúa en enero de 1936 en Europa, el segundo en enero de 1936 en Asia y el Pacífico y el tercero en enero de 1939 en Europa. El mod se ambienta en la Segunda Guerra Mundial, habiendo infinidad de nuevas unidades típicas de la época y distintas para cada país.
Por otra parte, los principios cambian, por ejemplo, en cuanto a economía se puede elegir entre mercado regulado o autarquía, y el sistema de religiones se transforma en un sistema de posiciones políticas de la época (comunismo, capitalismo o fascismo). Los efectos ópticos cambian, por ejemplo en las casillas en las que se producen las mayores batallas se puede observar un humo negro indicativo de su devastación. Además, en los mapas europeos, desde la segunda quincena de noviembre hasta la segunda quincena de marzo se produce el invierno glacial, en el cual las unidades pierden efectividad a no ser que posean una promoción especial.